# Tẩy chay Thế vận hội Mùa hè 1984
Cuộc tẩy chay Thế vận hội Mùa hè 1984 đã diễn ra vào ngày 8 tháng 5, 1984. Cuộc tẩy chay có sự tham gia bởi các quốc gia vệ tinh và đồng minh thuộc khối Khối phía Đông (trong đó có Việt Nam), do Liên Xô dẫn đầu và khởi xướng. Liên Xô và các quốc gia tẩy chay Thế vận hội Mùa hè 1984 đã tổ chức một sự kiện thay thế, được gọi là Thế vận hội Hữu nghị vào tháng 7 và tháng 8 năm 1984.

## Tuyên bố tẩy chay
Liên Xô tuyên bố ý định tẩy chay Thế vận hội Mùa hè 1984 vào ngày 8 tháng 5, 1984 với hai lý do lo ngại về an ninh và cáo buộc Hoa Kỳ tìm cách lợi dụng thế vận hội cho mục đích chính trị (coi Liên Xô là thù địch của Hoa Kỳ). Tổng thống Ronald Reagan đã đáp trả những cáo buộc này bằng tuyên bố rằng cuộc tẩy chay do Liên Xô phát động là một quyết định chính trị trắng trợn mà không có lý do chính đáng.
Ngay sau khi Liên Xô tuyên bố tẩy chay, sáu quốc gia thuộc khối Xã hội chủ nghĩa đã tham gia tẩy chay bao gồm Bulgaria và Đông Đức (10 tháng 5), Mông Cổ và Việt Nam (11 tháng 5), Lào và Tiệp Khắc (13 tháng 5), đồng thời cùng tuyên bố không tham dự thế vận hội. 
Riêng Trung Quốc chính thức xác nhận rằng họ sẽ tham dự Thế vận hội Mùa hè 1984 tại Los Angeles, trong khi Lào và Tiệp Khắc tuyên bố quyết định tẩy chay sự kiện này.

## Danh sách các quốc gia tẩy chay

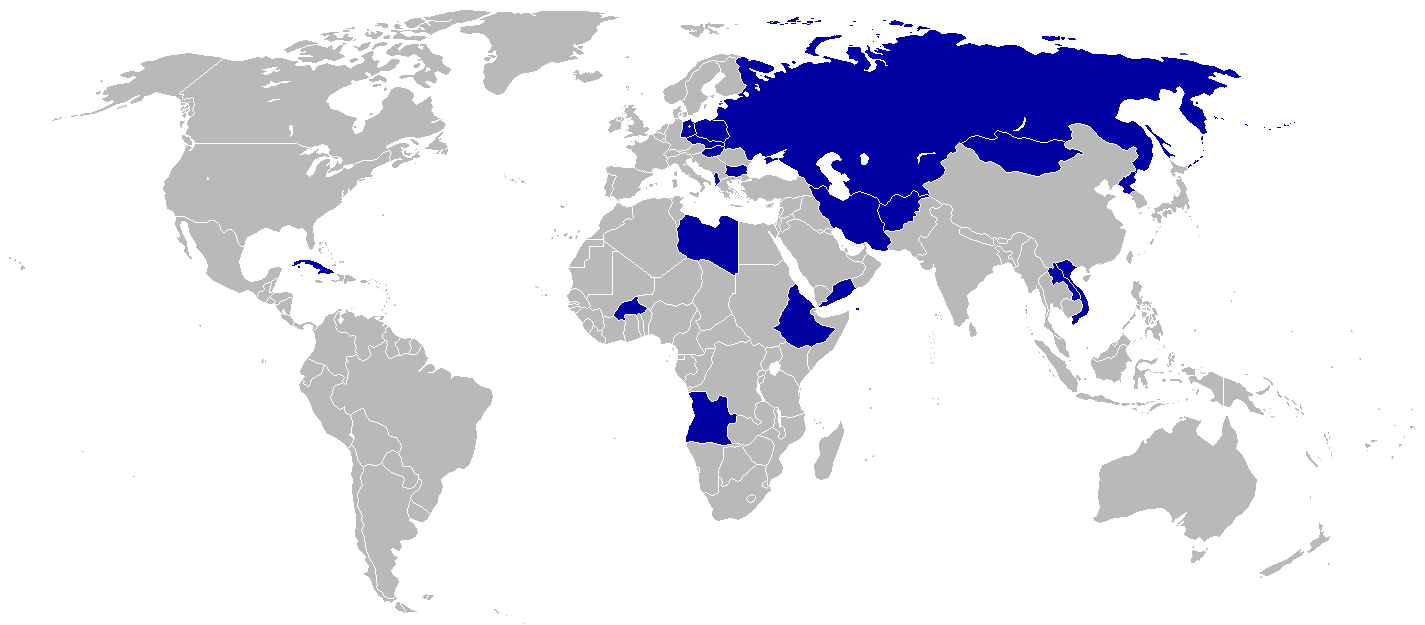
Bản đồ các quốc gia tẩy chay Thế vận hội mùa hè 1984